# Radecznica (gmina)
Pour les articles homonymes, voir Radecznica.
Radecznica est une gmina rurale (gmina wiejska) du powiat de Zamość, dans la Voïvodie de Lublin, dans l'est de la Pologne.
Son siège administratif (chef-lieu) est le village de Radecznica, qui se situe environ 31 kilomètres (km) à l'ouest de Zamość (siège du powiat) et 59 kilomètres au sud de la capitale régionale Lublin (capitale de la voïvodie).
La gmina couvre une superficie de 109,8 km2 pour une population de 6 450 habitants en 2006.

## Histoire
De 1975 à 1998, la gmina est attachée administrativement à l'ancienne voïvodie de Zamość.

Depuis 1999, elle fait partie de la nouvelle voïvodie de Lublin.

## Géographie
La gmina inclut les villages (sołectwa) de:

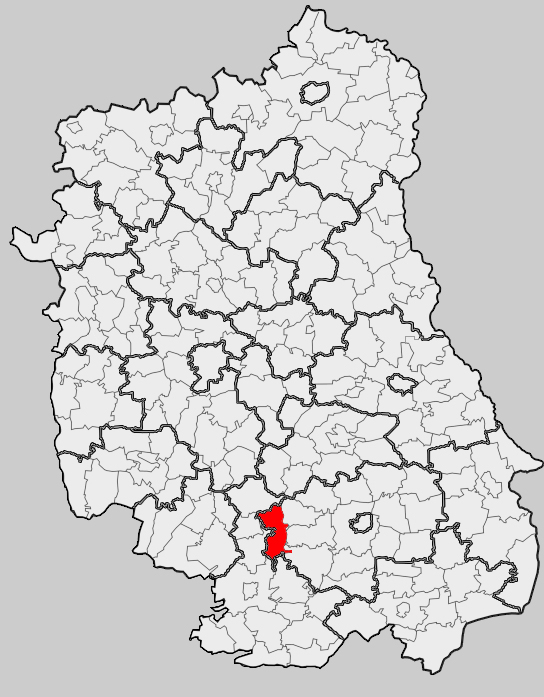
Position de la gmina dans la voïvodie

- Czarnystok
- Dzielce
- Gaj Gruszczański
- Gorajec-Stara Wieś
- Gorajec-Zagroble
- Gorajec-Zagroble-Kolonia
- Gorajec-Zastawie
- Gruszka Zaporska
- Latyczyn
- Mokrelipie
- Podborcze
- Podlesie Duże
- Podlesie Małe
- Radecznica
- Trzęsiny
- Wólka Czarnostocka
- Zaburze
- Zakłodzie
- Zaporze

### Gminy voisines
La gmina de Radecznica est voisine des gminy de
- Biłgoraj
- Frampol
- Goraj
- Sułów
- Szczebrzeszyn
- Tereszpol
- Turobin
- Zwierzyniec

## Structure du terrain
D'après les données de 2002, la superficie de la commune de Radecznica est de 109,8 kilomètres carrés, répartis comme telle :
- terres agricoles : 74 %
- forêts : 18 %

La commune représente 5,86 % de la superficie du powiat.

## Démographie
Données du 30 juin 2004:
| Description        | Total  | Total | Femmes | Femmes | Hommes | Hommes |
| ------------------ | ------ | ----- | ------ | ------ | ------ | ------ |
| Unité              | Nombre | %     | Nombre | %      | Nombre | %      |
| Population         | 6 591  | 100   | 3 305  | 50,1   | 3 286  | 49,9   |
| Densité (hab./km²) | 60     | 60    | 30,1   | 30,1   | 29,9   | 29,9   |